# Katarzyna (województwo wielkopolskie)
Katarzyna – wieś w Polsce położona w województwie wielkopolskim, w powiecie kolskim, w gminie Przedecz.
| SIMC    | Nazwa                | Rodzaj    |
| ------- | -------------------- | --------- |
| 0292178 | Jakubowo             | część wsi |
| 0292184 | Ośrodek Katarzyński  | część wsi |
| 0292190 | Parcele Jakubowskie  | część wsi |
| 0292209 | Parcele Katarzyńskie | część wsi |
| 0292215 | Pod Kobylatą         | część wsi |

Wieś królewska Święta Katarzyna położona w II połowie XVI wieku w powiecie przedeckim województwa brzeskokujawskiego, należała do starostwa przedeckiego. W latach 1975–1998 miejscowość administracyjnie należała do województwa konińskiego.